# Leona Vicario
För andra betydelser, se Leona Vicario (olika betydelser).
Leona Vicario Fernández de San Salvador född i Mexico City 10 april 1789, död 21 augusti 1842, var en mexikansk agent, känd för sin insats som spion och finansiär på självständighetsrörelsens sida under det mexikanska frihetskriget. 
Hon var dotter i en förmögen familj och blev faderlös vid 18 års ålder. Under mexikanska frihetskriget finansierade hon upprorsverksamhet och spionerade mot spanjorerna i den hemliga organisationen Los Guadalupes. Hon blev ertappad och satt fängslad tills upprorsmakarna fritog henne maskerade till spanska soldater. Hon gifte sig med Andrés Quintana Roo. 
Sedan 1925 ligger hon begravd i El Ángel de la Independencia.